# Röthenbach (Haidenaab)
Der Röthenbach ist ein rechter Zufluss der Haidenaab. Er entspringt im Truppenübungsplatz Grafenwöhr.

## Verlauf
| Zuläufe und Bauwerke \| Röthenbach \| Röthenbach \| Röthenbach \| \| ------------------------------ \| ---------- \| ---------- \| \| Legende \| \| \| \| Quelle \| \| 20,95 km \| \| \| \| \| \| \| \| \| \| Bücherweiher \| \| \| \| \| \| \| \| \| \| \| \| \| \| \| \| \| \| \| \| \| \| \| \| \| \| \| \| \| \| \| \| Röthelweiher \| \| \| \| \| \| \| \| \| \| \| \| alte Amberger Straße \| \| \| \| \| \| \| \| \| \| \| \| Ende Truppenübungsplatz \| \| \| \| Bundesstraße \| \| \| \| \| \| \| \| \| \| \| \| \| \| \| \| \| \| \| \| Lindenbach \| \| 13,19 km \| \| \| \| \| \| \| \| \| \| \| \| \| \| \| \| \| \| \| \| \| \| \| \| \| \| \| \| \| \| Rennbachweiher \| \| \| \| Rennbach Mündung \| \| 11,02 km \| \| \| \| \| \| \| \| \| \| Galgenbach \| \| 10,51 km \| \| Dürnast \| \| \| \| Neumühle \| \| \| \| \| \| \| \| \| \| \| \| Weiherbach \| \| 8,09 \| \| \| \| \| \| Trübbach \| \| 7,23 km \| \| \| \| \| \| Röthenbach \| \| \| \| \| \| \| \| Hainbach \| \| 6,00 km \| \| Rablmühlweiher \| \| \| \| Degelbach \| \| 4,63 km \| \| Mantlerweihergraben \| \| \| \| Röthenbächel \| \| \| \| Bahnstrecke Weiden-Neunkirchen \| \| \| \| \| \| 0,70 km \| \| Weiherhammer \| \| \| \| Auslass Beckenweiher \| \| \| \| Mündung \| \| 0,00 km \| \| Haidenaab \| \| \| |  |          |
| Röthenbach |  |          |
| Legende |  |          |
| Quelle |  | 20,95 km |
| |  |          |
| |  |          |
| Bücherweiher |  |          |
| |  |          |
| |  |          |
| |  |          |
| |  |          |
| |  |          |
| |  |          |
| |  |          |
| Röthelweiher |  |          |
| |  |          |
| |  |          |
| alte Amberger Straße |  |          |
| |  |          |
| |  |          |
| Ende Truppenübungsplatz |  |          |
| Bundesstraße |  |          |
| |  |          |
| |  |          |
| |  |          |
| |  |          |
| Lindenbach |  | 13,19 km |
| |  |          |
| |  |          |
| |  |          |
| |  |          |
| |  |          |
| |  |          |
| |  |          |
| Rennbachweiher |  |          |
| Rennbach Mündung |  | 11,02 km |
| |  |          |
| |  |          |
| Galgenbach |  | 10,51 km |
| Dürnast |  |          |
| Neumühle |  |          |
| |  |          |
| |  |          |
| Weiherbach |  | 8,09     |
| |  |          |
| Trübbach |  | 7,23 km  |
| |  |          |
| Röthenbach |  |          |
| |  |          |
| Hainbach |  | 6,00 km  |
| Rablmühlweiher |  |          |
| Degelbach |  | 4,63 km  |
| Mantlerweihergraben |  |          |
| Röthenbächel |  |          |
| Bahnstrecke Weiden-Neunkirchen |  |          |
| |  | 0,70 km  |
| Weiherhammer |  |          |
| Auslass Beckenweiher |  |          |
| Mündung |  | 0,00 km  |
| Haidenaab |  |          |

### Oberlauf
Der Röthenbach entsteht im südöstlichen Teil des Truppenübungsplatzes Grafenwöhr im Stadtgebiet von Grafenwöhr etwa fünf Kilometer nordwestlich des Marktdorfes Freihung in einem Graben am Bücherweiher auf etwa 435 m ü. NHN. Der Weiher seinerseits hat einen über einen halben Kilometer langen Zufluss, der nordwestlich im Waldgewann Mühllohe auf etwa 445 m ü. NHN entsteht.
In recht geradem Lauf durchzieht der Bachgraben des Röthenbachs ostwärts eine unbewirtschaftete, aus feuchten Wiesen und Waldstücken zusammengesetzte Landschaft in den Gewannen Saustuhl, Schwarzer Boden und Mausfalle. Dabei laufen ihm immer wieder Seitengräben ähnlicher Art zu, deren einer die Länge des Röthenbachs bis zu seiner Einmündung sogar übertrifft. Etwa drei Kilometer unterhalb des Bücherweihers nimmt er den letzten davon im langgestreckten Röthelweiher auf.
Dann unterquert er die Alte Amberger Straße und durchläuft lange und weiterhin ostwärts eine teils offene schmale Aue in einer Waldmulde. Nachdem ihn nach etwa einem Drittel seines Weges am Rande des Truppenübungsplatzes etwa einen Kilometer nordöstlich der Ortsmitte von Kaltenbrunn die B 299 überquert hat, wendet er sich für seinen Mittellauf im Bereich der ersten von vielen Teichen am Lauf allmählich auf südöstlichen und dann südlichen Lauf in der schmalen, auf vielen Abschnitten offenen Aue eines Waldtales.

### Mittellauf
Auf diesem Abschnitt laufen ihm von rechts und Westen her einige große Nebenbäche zu, der erste ist der Lindenbach aus Kaltenbrunn. Nach dem fast 800 Meter langen angestauten Rennbachweiher, aus dem der Röthenbach in drei Ästen ausfließt, mündet der Galgenbach in den westlichen Auslaufast kurz vor dem rechts am Ufer liegenden Dorf Dürnast. Von dort aus überquert zwischen den Dürnastweihern die St 2166 die Bachzweige zur Siedlung Neumühle des Dorfes hinüber, die links am östlichen Ast Mühlbach steht.
Gleich danach ist der Röthenbach wieder vereint, schlängelt sich nun weiter in einem Waldtal südwärts und durchfließt dann den Hammerweiher. Dieser ist das größte Stillgewässer am Röthenbach, etwa 2,1 km lang und hat eine Fläche von etwa 28 Hektar. In seinem oberen Bereich mündet von Westen her der Weiherbach und gegen Ende zu von Süden her der Trübbach. Am Ende des Stauweihers steht das zum Markt Kohlberg gehörende Dorf Röthenbach.

### Unterlauf
Dort überquert die Bahnstrecke Neukirchen–Weiden den untersten Seezipfel und folgt dann dem nun ostwärts ziehenden Unterlauf des Röthenbachs am linken Ufer. Gleich nach dem Dorf mündet von Süden her der Hainbach, danach ist der Unterlauf in schmaler Bachmulde im Wald bis zum Mündungsort Weiherhammer wiederum ein langes Stück siedlungsfrei. Der Röthenbach durchläuft zunächst den Rablmühlweiher, einen künstlich aufgestauten, 2,4 Hektar großen Weiher; dieser reichte ursprünglich aufwärts bis zur Mündung des Hainbachs. Hier stand spätestens seit dem 16. Jahrhundert die Rablmühle, von der heute nichts mehr erkennbar ist. 450 Meter abwärts des Seedamms mündet der Degelbach von Nordwesten her in den Röthenbach.
Nachdem der Bach erneut aufs Gemeindegebiet von Weiherhammer übergetreten ist, quert ihn die Kreisstraße NEW 21, die westliche Umgehungsstraße des Ortes. Etwas weiter abwärts zweigt nach rechts das Röthenbächel ab, nimmt den letzten bedeutenden Zufluss Mantelweihergraben aus dem Wald auf und mündet im Ortsbereich von Weiherhammer wieder zurück. Dort ist der Röthenbach gerade eben unter einer Brücke auf die andere Seite der Bahnstrecke gewechselt. Er durchquert das größtenteils linksseits liegende Pfarrdorf und fließt etwa 600 Meter unterhalb der ihn überspannenden Bachbrücke der Hauptstraße auf etwa 388 m ü. NHN von rechts in die Haidenaab ein.
Der Röthenbach mündet nach einem 21 km langen Lauf mit mittlerem Sohlgefälle von etwa 2,2 ‰ rund 47 Höhenmeter unterhalb seines Grabenursprungs am Bücherweiher.

### Übersicht
Die Abschnittslängen können Abschnitte mit verschiedenen Gewässernamen, solche ohne Namen und Seenachsen enthalten.
| Laufabschnitt                     | Abschnittslänge in km | Teileinzugsgebiet in km² |
| --------------------------------- | --------------------- | ------------------------ |
| Vom Ursprung bis zum Lindenbach   | 7,76                  | 23,02                    |
| Vom Lindenbach bis zum Galgenbach | 2,68                  | 04,79                    |
| Vom Galgenbach bis zum Trübbach   | 3,28                  | 08,60                    |
| Vom Trübbach bis zum Hainbach     | 1,23                  | 01,16                    |
| Vom Hainbach bis zur Mündung      | 6,00                  | 11,99                    |

## Zuflüsse
- Lindenbach: (rechter Zufluss) 3,55 Kilometer[4]
- Galgenbach: (rechter Zufluss) 3,57 Kilometer von Schickenhof bis Dürnast
- Weiherbach: (rechter Zufluss) 3,23 Kilometer von Thansüß bis Hammerweiher
- Trübbach: (rechter Zufluss) 5,04 Kilometer von Rödlas bis Hammerweiher
- Hainbach: (rechter Zufluss) 7,45 Kilometer von Ehrenfeld bis Röthenbach
- Degelbach: (linker Zufluss) 2,7 Kilometer nahe Dürnast-Neumühle bis Röthenbach
- Mantlerweihergraben: (rechter Zufluss des Teilungslaufes Röthenbächel) 1,8 Kilometer vom Wald südlich Röthenbach bis Weiherhammer

| Zufluss      | Gewässer- kennzahl | Länge in km | Einzugsgebiet in km² |
| ------------ | ------------------ | ----------- | -------------------- |
| Lindenbach   | 142820             | 3,55        | 4,76                 |
| Galgenbach   | 142840             | 3,57        | 3,12                 |
| Weiherbach   | 142852             | 3,23        | 3,82                 |
| Trübbach     | 142860             | 5,04        | 7,62                 |
| Hainbach     | 142880             | 7,45        | 8,87                 |
| Degelbach    | 142892             | 2,78        | 2,70                 |
| Röthenbächel | 142894             | 1,24        | 4,30                 |